# Discurso de Donald Trump en 2025 en sesión conjunta del Congreso
El 4 de marzo de 2025, Donald Trump, el 47.º Presidente de los Estados Unidos, pronuncio un discurso ante una sesión conjunta del Congreso de los Estados Unidos. Es su quinto discurso público ante una sesión conjunta. Similar a un discurso sobre el Estado de la Unión, se pronuncia ante el 119.º Congreso de los Estados Unidos en la Cámara de Representantes en el Capitolio de los Estados Unidos. Preside esta sesión conjunta el presidente de la Cámara, Mike Johnson, acompañado por J. D. Vance, el vicepresidente de los Estados Unidos, en su calidad de presidente del Senado.

## Contexto
La Constitución de los Estados Unidos exige que el presidente "entregue al Congreso información sobre el estado de la Unión" en ocasiones. Desde Ronald Reagan en 1981, los presidentes han pronunciado un discurso en los meses posteriores a su juramentación.

## Discurso
Trump comenzó su discurso a las 9:19 p. m. EST desde el Congreso de los Estados Unidos. Habló sobre el precio de los huevos, los precios de la energía, el apoyo a los oficiales de policía y bomberos, un acuerdo de paz para poner fin a la guerra ruso-ucraniana y los aranceles. El presidente de la Cámara de Representantes, Mike Johnson, ordenó al sargento de armas que retirara al representante demócrata Al Green, quien interrumpió el comienzo del discurso. El secretario de Asuntos de Veteranos, Doug Collins, fue nombrado sobreviviente designado y estuvo en un lugar no revelado durante el discurso para que, en caso de una catástrofe, mantuviera la continuidad del gobierno.
Su discurso terminó a las 10:59 p. m. EST. El discurso duró 1 hora y 40 minutos, lo que lo convirtió en el discurso más largo ante una sesión conjunta del Congreso en 61 años.
Hacia el final de su discurso, Trump envió un mensaje al presidente ucraniano, Volodimir Zelensky, quien The New York Times calificó de «conciliador». Trump mencionó las negociaciones sobre el acuerdo de recursos minerales entre los dos países, diciendo que Zelensky estaba listo para firmar el acuerdo.

## Reacciones internacionales
- Lesoto: El ministro de Asuntos Exteriores, Lejone Mpotjoane, criticó el comentario de Trump refiriéndose a Lesoto como una nación "de la que nadie ha oído hablar nunca", describiéndolo como "bastante insultante" y expresando su conmoción por el hecho de que el jefe de Estado estadounidense pudiera referirse a su país de esa manera.